# Eucalyptus terrica
Eucalyptus terrica är en myrtenväxtart som beskrevs av A. Bean. Eucalyptus terrica ingår i släktet Eucalyptus och familjen myrtenväxter. Inga underarter finns listade i Catalogue of Life.